# Licaria brenesii
Licaria brenesii är en lagerväxtart som beskrevs av W. Burger. Licaria brenesii ingår i släktet Licaria och familjen lagerväxter. Inga underarter finns listade i Catalogue of Life.